# Super Friends
Super Friends is een Amerikaanse animatieserie met in de hoofdrol een groot aantal superhelden van DC Comics. De serie liep van 1973 t/m 1986 onder verschillende subtitels. De serie werd geproduceerd door Hanna-Barbera, en was gebaseerd op de Justice League of America.

## Titels
Over de jaren werd de naam van de serie geregeld gewijzigd. De namen van de afzonderlijke seizoenen waren als volgt:
- Super Friends (1973-1974)[1]
- The All-New Super Friends Hour (1977-1979)[2]
- Challenge of the Super Friends (1978-1979)[3]
- The World’s Greatest Super Friends (1979-1980)[4]
- The Super Friends Hour (1980-1982)
- The Best of the Superfriends (1982-1983)
- Super Friends: The Legendary Super Powers Show (1984-1985)[5]
- The Super Powers Team: Galactic Guardians (1985-1986)[6]

## Schrijven
De plots voor de eerste incarnatie van Super Friends bevatten nog niet de traditionele DC Comics superschurken, maar focusten zich op de vaak bizarre plannen van gestoorde geleerden en aliens. De meeste afleveringen eindigden met een deus ex machina.

## Productie
Toen Hanna-Barbera de rechten op de DC Comics personages en de Justice League of America stripserie in handen kreeg, brachten ze een groot aantal veranderingen aan. De naam Justice League werd niet gepast gevonden in verband met de Vietnamoorlog. Daarom werd de naam Super Friends gekozen. Het geweld uit de strips werd fors verminderd zodat de serie geschikter zou zijn voor een jong publiek.

### 1973-1974 serie
Super Friends debuteerde op ABC op 8 september, 1973. De hoofdpersonages in het eerste seizoen waren Superman, Batman en Robin, Wonder Woman, en Aquaman. Superman, Batman en Aquaman hadden daarvoor al in hun eigen animatieseries meegedaan.
Als toevoeging aan de helden werd een trio van sidekicks geïntroduceerd. Deze personages waren niet overgenomen uit de strips: Wendy, Marvin White en Wonderdog. Geen van hen had een speciale gave.
Elke aflevering begon met de helden die een noodoproep kregen van hun computer, of van het Amerikaanse leger.
Enkele gastrollen in de serie waren the Flash, Plastic Man, en Green Arrow.
Deze eerste serie bestond uit 16 afleveringen van een uur.

### 1977-1978 seizoen:The All New Super Friends Hour
In dit seizoen werden de afleveringen opgesplitst in vier korte filmpjes:
In het eerste en laatste filmpje bestonden uit een team-up tussen twee superhelden. Het tweede filmpje draaide om de Wonder Twins. Het derde filmpje was het “hoofdavontuur” van de week.

### 1978-1979 seizoen:All New Super Friends/Challenge of the Super Friends
In dit derde seizoen was elke aflevering opgesplitst in twee delen, waarvan een bekendstond als Challenge of the Super Friends.

### 1979-1980 seizoen:The World's Greatest Superfriends
In de herfst van 1979 keerde Super Friends terug naar zijn oude formaat van 60 minuten per aflevering, en met de 5 helden uit het eerste seizoen in de hoofdrol.

### 1980-1982 seizoen:The Super Friends Hour
In dit seizoen werd de serie wederom aangepast. Nu bestond elke aflevering uit 1 herhaling van een 30 minuten durend filmpje uit een vorige seizoen, gecombineerd met drie nieuwe filmpjes van elk 7 minuten.

### 1982-1983 seizoen:The Best of the Superfriends
In dit seizoen bestond de serie geheel uit herhalingen van de vorige seizoenen.

### 1983
In dit seizoen stond de serie tijdelijk stil. ABC stopte met de serie in 1983. Wel bleef Hanna-Barbara doorgaan met het produceren van afleveringen. 24 afleveringen werden gemaakt, maar nooit uitgezonden.

### 1984-1985 seizoen:Super Friends: The Legendary Super Powers Show
Super Friends keerde terug bij ABC op 8 september 1984 met een nieuw 30 minuten durend programma. Deze afleveringen waren meestal opgesplitst in twee filmpjes van 11 minuten. Veel oude en nieuwe superhelden hadden cameo’s in de serie.

### 1985-1986 seizoen:The Super Powers Team: Galactic Guardians
In de herfst van 1985 debuteerde de laatste versie van Super Friends. De ondertoon van deze laatste serie was duidelijk serieuzer dan die van de voorgaande seizoenen. De serie focuste zich vooral op de tienerleden van het team.

## Personages

### The Super Friends
| - Superman - Batman - Wonder Woman - Aquaman - Robin - The Flash |  | - Green Lantern - Hawkman - Black Vulcan - Apache Chief - Samurai |

Extra leden:
- Rima the Jungle Girl (1977 en 1980)
- El Dorado (1982–1985)
- Hawkgirl (1977, 1980 and 1983)
- Atom (1977, 1980–1983)
- Firestorm (1984–1985)
- Cyborg (1985)

Eenmalige personages:
- Green Arrow (1973–1974)
- Plastic Man (1973–1974)
- Superboy (1979, 1982)

Tienerleden:
- Wendy Harris (1973–1975)
- Marvin White (1973–1975)
- Wonderdog (1973–1975)
- Zan (1977–1984)
- Jayna (1977–1984)
- Gleek (1977–1984)

### Legion of Doom
Dertien superschurken deden mee in de serie, onder de naam Legion of Doom. Zij waren:
| - Lex Luthor - Solomon Grundy - Sinestro - Black Manta - Cheetah - Giganta - The Scarecrow |  | - Toyman - Riddler - Bizarro - Brainiac - Captain Cold - Gorilla Grodd |

- Doctor Natas — eenmalig lid van de Legion in de aflevering “Superfriends, Rest in Peace”.

### Andere schurken
| - Batzarro en andere klonen. - Darkseid - Desaad - Kalibak - The Parademons - Gentleman Ghost |  | - The Joker - The Royal Flush Gang - Mirror Master - Mr. Mxyzptlk - The Penguin - Felix Faust - The Phantom Zone Villains |

## Noemenswaardige stemacteurs
De stem van de verteller werd gedaan door Ted Knight gedurende de eerste 60 minuten durende afleveringen.
Wendy, Marvin, en Wonder Dog waren gebaseer dop de Scooby-Doo groep. De stemmen van zowel Marvin als Wonder Dog werden gedaan door Frank Welker, die ook de stem deed van Scooby Doo’s Fred.
Adam West, die vooral bekend is voor zijn rol als Batman in de live-action Batman televisieserie, deed de stem van Batman in de laatste twee seizoenen.

## Strips
DC Comics publiceerde een stripboekversie gebaseerd op de serie in de jaren 70. Deze stripserie bevatte over het algemeen serieuzere verhalen dan de televisieserie. Tevens kregen de personages Zan en Jayna een achtergrond en geheime identiteiten.
De strips verklaarden ook de plotselingen verdwijning van Wendy, Marvin en Wonder Dog.
De humoristische ondertoon van de serie werd geparodieerd in twee mini-series van DC Comics uit 2000. Deze series waren Formerly Known as the Justice League en I Can’t Believe It’s Not the Justice League!

## Voetnoten
1. ↑  https://web.archive.org/web/20100814154304/http://www.batmanytb.com/animated/sf/
2. ↑  https://web.archive.org/web/20111209082751/http://www.batmanytb.com/animated/ansfh/
3. ↑  https://web.archive.org/web/20111209083212/http://www.batmanytb.com/animated/cotsf/
4. ↑  https://web.archive.org/web/20111209083715/http://www.batmanytb.com/animated/wgsf/
5. ↑  https://web.archive.org/web/20110119185913/http://www.batmanytb.com/animated/sftlsps/
6. ↑  https://web.archive.org/web/20101209173900/http://www.batmanytb.com/animated/tsptgg/
7. ↑  Hometown Has Been Shutdown - People Connection Blog: AIM Community Network